# 알렉스 스케일

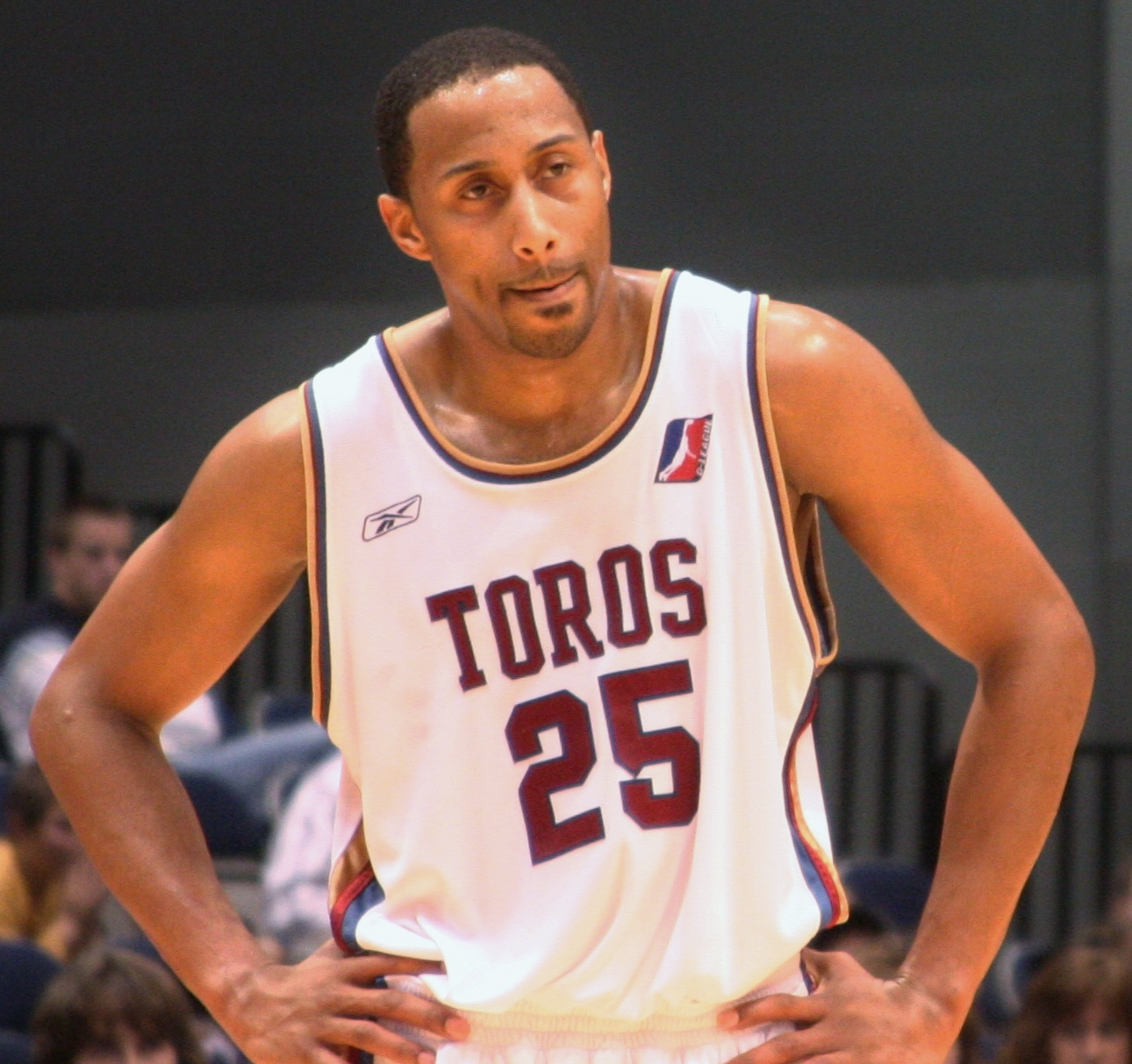
2006년 오스틴 토로스에서의 모습

알렉스 스케일스(Alex Scales, 본명: 알렉산더 제롬 스케일스, Alexander Jerome Scales, 1978년 7월 3일 ~ )는 전직 미국 프로 농구 선수이다.

## 생애
위스콘신주 라신에서 태어난 스케일스는 라신 루터 고등학교에 다녔다.
오리건 대학교의 대학 레벨에서 뛰었다.
스케일스는 2002-03 시즌 동안 그랜드래피즈 훕스의 컨티넨탈 농구 협회(CBA)에서 뛰었으며 올-CBA 세컨드 팀 영예를 얻었다.
스케일스는 가장 최근에 "Mersin Büyükşehir Belediyesi S.K"와 함께 뛰었다. 터키 농구 리그의 오약 르노, 우크라이나 농구 슈퍼 리그의 BC 키이우 및 VTB 유나이티드 리그가 있다. 이전에 그는 2005년에 전미 농구 협회(National Basketball Association)의 샌안토니오 스퍼스(San Antonio Spurs)의 회원이었다. 그 해에 그는 미국 농구(USA Basketball)의 회원이기도 했다. 스케일스가 NBA 경력에서 플레이한 유일한 게임에서 그는 2005년 11월 19일 Spurs 경기의 마지막 9.2초에서 로버트 호리를 대신했다. 그 게임에서 스퍼스는 피닉스 선스를 97-91로 이겼고 스케일스는 통계를 기록하지 않았다.
9일 후인 11월 28일에 스퍼스에 의해 면제되었지만 2005년 12월 21일에 NBA 개발 리그 팀 오스틴 토로스에 의해 인수되었다. 스케일스는 이전에 9.2초(0.153분)로 NBA 경력에서 가장 짧은 시간 동안의 기록을 소유했다. 이 기록은 제임스온 커리가 2010년 1월 25일 로스앤젤레스 클리퍼스 소속으로 3쿼터 말 자신의 유일한 NBA 경기에서 3.9초(0.065분)를 뛰면서 깨졌다.
또한 한국 농구 리그의 서울 삼성 썬더스, 러시아 농구 슈퍼 리그의 CSK VVS 사마라, 아리스 B.C의 멤버이기도 하다. HEBA A1, 리가 ACB 및 유로리그 배스킷볼의 레알 마드리드 발론세스토, 중국 농구 협회의 장수 드래곤스 및 상하이 샤크스 등이 있다. BC 키이우에서 뛰는 동안 FIBA 유로컵 올스타였다.
스케일스는 농구 토너먼트에서 팀 23을 위해 경쟁한다. 2015년 팀의 가드였으며 100만 달러 챔피언십 경기에 진출하여 67-65로 오버시즈 엘리트로 떨어졌다.